# Max Aitken
William Maxwell Aitken, 1. baron z Beaverbrooku, (25. května 1879 Maple – 9. června 1964 Surrey) přezdívaný jako baron Beaverbrook, byl kanadsko-britský vydavatel novin a politik, který byl vlivnou postavou britských médií a politiky první poloviny 20. století. Byl vlastníkem a vydavatelem nejvydávanějších novin světa Daily Express, které se zaměřovaly na konzervativní dělnickou třídu s patriotickými zprávami. Během druhé světové války hrál hlavní roli v mobilizaci průmyslových zdrojů jako ministr letecké výroby vlády Winstona Churchilla.

## Život
V roce 1900 se Aitken vydal do Halifaxu v Novém Skotsku, kde ho John F. Stairs, člen dominantní obchodní rodiny ve městě, zaměstnal a vyškolil ho v oblasti financí. V roce 1904, kdy Stairs založil Royal Securities Corporation, se Aitken stal minoritním akcionářem a generálním ředitelem firmy. Pod vedením Stairse, který by byl jeho mentorem a přítelem, Aitken vytvořil řadu úspěšných obchodních dohod a plánoval řadu bankovních fúzí. Neočekávané brzká smrt Stairse v září 1904 vedla k tomu, že Aitken získal kontrolu nad společností. Následně se přestěhoval do Montrealu, tehdy hlavního obchodního centra Kanady. Tam kupoval a prodával různé společnosti, investoval do akcií a rozvíjel také obchodní zájmy na Kubě a Portoriku. Založil týdenní časopis Kanadské století v roce 1910, investoval do Montreal Herald a téměř získal Montreal Gazette. V roce 1907 založil Montreal Engineering Company. V roce 1909, také pod záštitou jeho Royal Securities Company, založil společnost Calgary Power Company Limited, nyní TransAlta Corporation, a dohlížel na stavbu vodní stanice Horseshoe Falls.

## Novinový průmysl
Max Aitken vydával následující noviny: The Daily Express, The Sunday Express, The Evening Standard and The Glasgow Evening Citizen.
Hlavním konkurentem mu byl lord Rothermere, vlastník Daily Mail.